# فيلي راي
فيلي راي (بالإنجليزية: William Rae)‏ (16 يونيو 1924 بغلاسكو في المملكة المتحدة - ) هو لاعب كرة قدم بريطاني في مركز نصف الجناح. لعب مع كوين أوف ساوث ونادي رينجرز.